# اسوتلانا ماتووشوا
اسوتلانا ماتووشوا (اوکراینی: Світлана Валеріївна Матевушева؛ زادهٔ ۲۲ ژوئیهٔ ۱۹۸۱) قایقران قایق بادبانی زن اهل اوکراین است.